# فوكس-أون-بوغيي
فوكس-أون-بوغيي (بالفرنسية: Vaux-en-Bugey)‏ هي بلدية فرنسية تقع في إقليم الآن في فرنسا. رمز إنسي لها هو:1431. أما الرمز البريدي لها فهو: 1150.

## توأمة
لفوكس-أون-بوغيي (آن) اتفاقيات توأمة مع:
- ريدافال